# 江湖十二脚色
江湖十二脚色是清中叶时昆山腔脚色行当体制。
《扬州画舫录》：“梨园以副末开场，为领班，副末以下，老生、正生、老外、大面、二面、三面七人，谓之男脚色；老旦、正旦、小旦、贴旦，谓之女脚色；又有打诨一人，谓之杂。此江湖十二脚色。”